# Oosterboschite
La oosterboschite è un minerale.